# Gymnelia baroni
Gymnelia baroni är en fjärilsart som beskrevs av Rothschild 1911. Gymnelia baroni ingår i släktet Gymnelia och familjen björnspinnare. Inga underarter finns listade i Catalogue of Life.